# Acteocina angustior
Acteocina angustior är en snäckart som beskrevs av Baker och Hanna 1927. Acteocina angustior ingår i släktet Acteocina och familjen Cylichnidae. Inga underarter finns listade i Catalogue of Life.